# تيتسورو واتسوجي
تيتسورو واتسوجي (和辻 哲郎 Watsuji Tetsurō) (1 مارس 1889 – 26 ديسمبر 1960) كان فيلسوف أخلاقيات ياباني ومؤرخ ثقافي ومفكر تاريخي.

## النشأة
ولد واتسوجي في هيميجي، محافظة هيوغو لوالد طبيب. خلال شبابه كان يستمتع بالشعر وقد شُغف بالأدب الغربي. لفترة قصيرة كان مساعد محرر في مجلة أدبية وشارك في كتابة القصائد والمسرحيات. اهتمامه بالفلسفة خرجت إلى النور حين كان طالبا في أول المدرسة العليا في طوكيو، على الرغم من أن اهتمامه بالأدب سيظل واضحا دائما طوال حياته.

## حياته المهنية
في بداية العشرينات درّس واتسوجي في جامعة تويو وجامعة هوساي وجامعة كيو.
جذبت مسائل علم التأويل في الفلسفة انتباهه.
مات واتسوجي في عمر 71 عاما.

## أعماله
أعمال واتسوجي الرئيسية الثلاثة كانت مجلدين كتبهما في عام 1954 تاريخ الفكر الأخلاقي الياباني، وثلاثة مجلدات رينريجاكو (الأخلاق) والتي نُشرت لأول مرة في عام 1937، و1942، و1949، وكتب في عام 1935 فودو والذي ظهر فيه قمة تطور أفكاره. فيه يؤكد واتسوجي على أساسية العلاقة بين المناخ والعوامل البيئية الأخرى وطبيعة ثقافات الإنسان كما ميز بين ثلاثة أنواع من الثقافة: الرعوية والصحراوية والموسمية.

## روابط خارجية
- تيتسورو واتسوجي على موقع الموسوعة البريطانية (الإنجليزية)

- تيتسورو واتسوجي  على موسوعة ستانفورد للفلسفة